# Consistórios de Alexandre IV
Esta entrada reúne a lista completa dos consistórios para a criação de novos cardeais presididos pelo Papa Alexandre IV, com a indicação de todos os cardeais criados sobre os quais há informação documental (2 novos cardeais em 2 consistórios). Os nomes são colocados em ordem de criação.

## Entre 17 de agosto de 1255 e eu fevereiro de 1256
1. Riccardo di Montecassino, O.S.B. (falecido em março de 1262)

## Dezembro de 1255
1. Tesauro Beccaria, O.S.B.Vall. (executado em 12 de setembro de 1258); santo e mártir